# Werner Schwarze (Spanienkämpfer)
Werner Arno Schwarze (* 24. Februar 1907 in Dresden; † 3. Juli 1975 in Ost-Berlin) war ein deutscher KPD-Funktionär, Widerstandskämpfer gegen den Nationalsozialismus und Fallschirmspringer im Einsatz für den OSS.

## Leben
Schwarze stammte aus einer Arbeiterfamilie. Er absolvierte eine kaufmännische Berufsausbildung und arbeitete als Kontorist. 1921 wurde er Mitglied der SAJ. 1929 trat er in die KPD ein und beteiligte sich ab 1933 an deren „illegaler“ Widerstandsarbeit. Um sich der Verfolgung durch die Gestapo zu entziehen, emigrierte er in die Tschechoslowakei.
Von 1936 bis 1938 kämpfte er in den Reihen der Internationalen Brigaden in Spanien. Schwarze wurde von der KPD-Leitung in Spanien als Agent in die internationale Gruppe der POUM-Miliz geschickt, der viele Deutsche angehörten. Seine erste Frau wurde von den Nazis umgebracht, seine Familie aus Frankreich ausgewiesen und im KZ Auschwitz ermordet.
1939/1940 wurde er in die Arbeit der KPD-Auslandsleitung in Belgien einbezogen. Von 1940 bis 1945 hielt er sich in Frankreich auf: Aus der Internierung in Castres floh er zusammen mit Heinz Priess, Ernst Buschmann und 34 anderen. Nach der erfolgreichen Flucht fand er Anschluss an die Résistance in Toulouse. Nach der Teilnahme an der Befreiung Frankreichs wurde er für einen Fallschirmeinsatz durch den OSS ausgebildet, der im noch von der Wehrmacht besetzten Gebiet östlich des Rheins erfolgte. 1945 leistete er nach einem Aufenthalt in der Schweiz von dort aus Grenzarbeit nach Süddeutschland für die Bewegung Freies Deutschland.
Am 13. Juni 1945 wurde er in den Landesvorstand der neukonstituierten KPD in Sachsen gewählt und war bis 1946 Leiter der Kaderabteilung. Im April 1946 gehörte er der Mandatsprüfungskommission beim Vereinigungsparteitag von KPD und SPD in Berlin an und war anschließend bis 1949 Leiter der Abteilung Kader des SED-Landesvorstandes Sachsen. Schwarze bekam 1949 Probleme mit der Zentralen Parteikontrollkommission der SED wie andere ehemalige „Westemigranten“ zu dieser Zeit auch. Er wurde aus seinen hauptamtlichen Parteifunktionen relegiert und war dann von 1949 bis 1950 als Geschäftsführer der Volkseigenen Erfassungs- und Aufkaufbetriebe für landwirtschaftliche Erzeugnisse (VEAB) in Dresden tätig. Am 8. Dezember 1950 wurde er in die Leitung der VdgB entsandt und war bis 1953 Sekretär für Organisation des VdgB-Zentralvorstandes. Von 1953 bis 1955 war er Leiter der Handelsinspektion von Ost-Berlin. Im Jahr 1955 wurde er Leiter der Hauptabteilung Kader des GST-Zentralvorstandes. Diese Funktion behielt er bis zu seinem Ausscheiden aus der GST 1968. Von September 1956 bis April 1964 war er außerdem stellvertretender Vorsitzender der GST und von April 1964 bis September 1968 Mitglied des Sekretariats des GST-Zentralvorstandes.
Schwarze lebte zuletzt als Veteran in Berlin-Treptow und starb im Alter von 68 Jahren.

## Auszeichnungen
- 1956 Hans-Beimler-Medaille
- 1957 Vaterländischer Verdienstorden in Bronze, 1967 in Silber und später in Gold[4]